# Grantsville (Maryland)
Grantsville es un pueblo ubicado en el condado de Garrett, Maryland, Estados Unidos. Según el censo de 2020, tiene una población de 968 habitantes.

## Geografía
La localidad está ubicada en las coordenadas 39°41′49″N 79°9′10″O / 39.69694, -79.15278 (39.696916, -79.152849).

## Demografía
Según la Oficina del Censo, en 2000 los ingresos medios de los hogares de la localidad eran de $27.778 y los ingresos medios de las familias eran de $35.000. Los hombres tenían unos ingresos medios de $29.167 frente a $21.250 para las mujeres. La renta per cápita para la localidad era de $15.625. Alrededor del 23,8% de la población estaba por debajo del umbral de pobreza.
De acuerdo con la estimación 2015-2019 de la Oficina del Censo, los ingresos medios de los hogares de la localidad son de $35.500 y los ingresos medios de las familias son de $51.500. Alrededor del 14,4% de la población está por debajo del umbral de pobreza.